# Age of Empires: Mythologies
Age of Empires: Mythologies est un jeu vidéo de stratégie au tour par tour développé par Ensemble Studios et Griptonite Games et publié sur Nintendo DS par THQ le 24 novembre 2008 en Amérique du Nord et le 6 février 2009 en Europe. L'univers de celui-ci s'inspire du jeu de stratégie en temps réel Age of Mythology dont il reprend notamment les trois civilisations : Les Grecs, les Scandinaves et les Égyptiens.

## Trame
Age of Empires: Mythologies prend place durant l’antiquité dans un monde inspiré de la mythologie et des légendes de la Grèce, de l’Égypte et des pays nordiques.

## Système de jeu
Contrairement au jeu sur PC Age of Mythology, Age of Empires: Mythologies est un jeu de stratégie au tour par tour dans la lignée d’Advance Wars  ou de Age of Empires: The Age of Kings,. À chaque tour, les différentes unités dispose d’un unique point d’action leur permettant de se déplacer, d’attaquer et de construire un bâtiment. Lorsque deux unités ennemies s’affrontent, une courte animation est affichée en haut de l’écran en même temps que les dégâts résultant de l’attaque. Comme dans les autres Age of Empires, le joueur doit gérer ses ressources – la nourriture, l’or et la faveur – pour développer ses infrastructures et créer des troupes pour combattre ses adversaires. Pour débloquer de nouvelles unités et amélioration, le joueur peut faire évoluer sa civilisation à travers quatre âges : L’âge archaïque, l’âge classique, l’âge héroïque et l’âge mythique.
Comme dans Age of Mythology, trois civilisations sont disponibles dans le jeu - les Grecs, les Scandinaves et les Égyptiens – chacune disposant de caractéristiques, d’unités et de bâtiments qui leur sont propres. À chacune d’elles peut être associé un dieu majeur –choisit au début de la partie  parmi les trois disponibles pour chaque civilisation - apportant des avantages et des inconvénients au joueur. À chaque passage à un âge plus avancé, le joueur peut également sélectionner un dieu mineur qui lui donne accès à des technologies, à des unités et à des pouvoirs divins spécifiques. Trois types d’unités sont disponibles dans le jeu : les humains, les héros et les unités mythiques. Les interactions entre celles-ci suivent le principe du pierre-papier-ciseau. Les humains sont ainsi efficaces contre les héros mais faibles contre les unités mythiques alors que les héros sont particulièrement efficaces pour combattre ces dernières.

## Accueil
| Age of Empires: Mythologies |      |        |
| Média                       | Pays | Notes  |
| 1UP.com                     | US   | B      |
| Consoles +                  | FR   | 70 %   |
| Gamekult                    | US   | 70 %   |
| GameSpot                    | US   | 85 %   |
| IGN                         | US   | 86 %   |
| Jeuxvideo.com               | US   | 80 %   |
| Joypad                      | FR   | 75 %   |
| Compilations de notes       |      |        |
| Metacritic                  | US   | 78 %   |
| GameRankings                | US   | 79.5 % |